# Juan Valdés Rodríguez
Juan Valdés Rodríguez (Cauquenes, 26 de agosto de 1936 - Santiago, 23 de enero de 2008) fue un Contador General y político chileno del Partido Demócrata Cristiano.

## Biografía
Nació en Cauquenes el 26 de agosto de 1936. Hijo de Juan Ascencio Valdés Carrasco y Violeta Fidelina Rodríguez Opazo.
Casado con Odette Acuña Bellamy, tuvo una hija.
Realizó sus estudios primarios y secundarios en el Liceo de Cauquenes. Finalizada su etapa escolar ingresó al Instituto Superior de Comercio donde se tituló de Contador General en 1963 con la presentación de la tesis "Funcionamiento de la oficina Moderna".
Una vez egresado, trabajó como profesor de Organización de Empresas, y de Oficinas en el Instituto Comercial de Niñas N.° 8 de Santiago y en el Instituto Comercial de San Bernardo.
Inició sus actividades políticas al desempeñarse como presidente nacional de la Federación de Estudiantes de Comercio entre 1958 y 1962. Luego, se incorporó al Partido Demócrata Cristiano.
En las elecciones parlamentarias de 1969 fue elegido Diputado por la 13.ª Agrupación Departamental de Constitución, Cauquenes y Chanco. Integró a las Comisiones de Obras Públicas y Transportes; de Minería y de Economía; y de Fomento y Reconstrucción.
En las elecciones parlamentarias de 1973 fue reelecto por la misma Agrupación Departamental, pasando a formar parte de la Comisión de Gobierno Interior. Su periodo parlamentario se vio interrumpido por el golpe de Estado de 1973.
Falleció en Santiago, el 23 de enero de 2008.

## Historial electoral

### Elecciones parlamentarias de 1973
- Diputado por la Decimotercera Agrupación Departamental